# Luis I de Melun
Luis I de Melun (Francia, 27 de octubre de 1673 - Estrasburgo, 24 de septiembre de 1704), príncipe de Épinoy fue un aristócrata francés, hijo de Alejandro Guillermo de Melun y de Jeanne-Pélagie de Rohan-Chabot.

## Primeros años
Luis nació en Francia el 27 de octubre de 1673, sus padres fueron el  príncipe Alejandro Guillermo de Melun y Jeanne-Pélagie de Rohan-Chabot. Fue bautizado 3 de mayo de 1675 en Versalles por Jacobo Benigno Bossuet, obispo de Condom y tutor del Delfín Luis de Francia. 
Se convirtió en coronel del regimiento de Picardía, y se hizo el mariscal de campo en el ejército del rey en febrero de 1702. Sirvió en Flandes en 1703 y participó en la Batalla de Eckeren el 30 de junio de ese mismo año.

## Matrimonio
Luis contrajo matrimonio en Artois con Isabel Teresa de Lorena. De esta unión, nacieron
- Luis II de Melun (1694-1724), duque de Joyeuse, casado con Armande de La Tour de Auvergne (1697-1717) y luego con María Ana de Borbón-Condé. Murió a causa de un accidente de caza. Sin descendencia.

- Ana Julia Adelaida de Melun (1698-1724), se casó con Julio de Rohan, príncipe de Soubise, ambos murieron de viruela. Tuvo un hijo, Charles de Rohan, Príncipe de Soubise.

## Muerte
Murió de viruela en Estrasburgo el 24 de septiembre de 1704, a los 30 años. Su corazón se encuentra en Lille, en la iglesia de los dominicanos.